# Margaret (Sängerin)

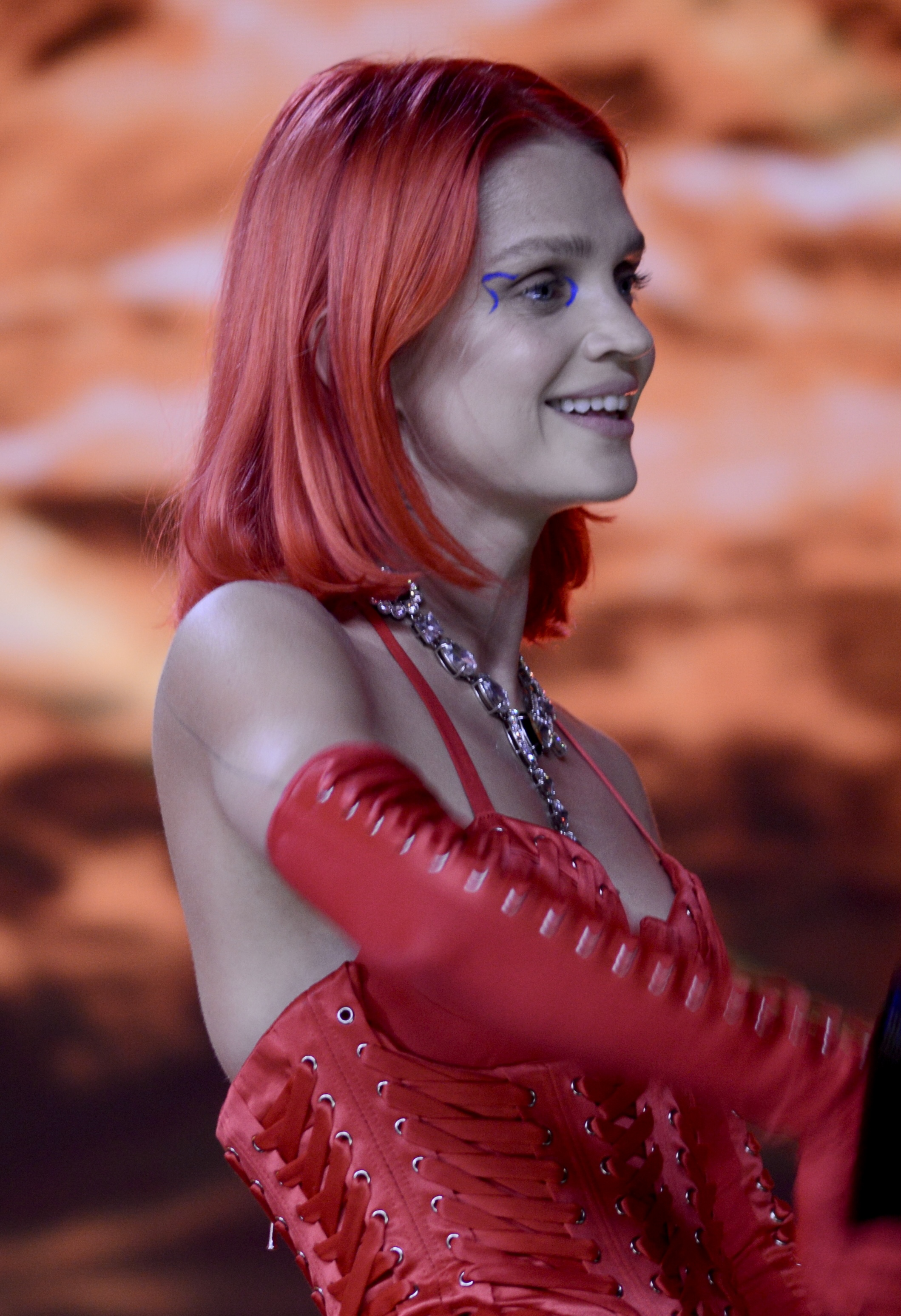
Margaret (2022)

Margaret (* 30. Juni 1991 in Stargard Szczeciński; bürgerlicher Name Małgorzata Jamroży) ist eine polnische Popsängerin und Bloggerin.

## Biografie
Erste Bekanntheit erlangte die Polin Małgorzata Jamroży im Netz durch einen eigenen Modeblog. Ab 2011 zeigte sie sich im Netz auch als Sängerin und stellte auf einem YouTube-Kanal Coverversionen verschiedener Hits online.
Ihren Durchbruch hatte sie 2013 mit 21 Jahren als Sängerin. Universal hatte sie unter Vertrag genommen und der Regisseur Chris Marrs Piliero, der auch schon mit Britney Spears und Kesha gearbeitet hatte, inszenierte für ihre Debütsingle Thank You Very Much eine Nudistenparty. Trotz Verpixelung wurde das Video bei YouTube gesperrt, was ihr erst richtig Aufmerksamkeit bescherte. Nachdem das Video daraufhin bei Vimeo in kurzer Zeit über 100.000 Mal abgerufen wurde, gab auch YouTube das Video wieder frei. In den folgenden Monaten wurde dort alleine das offizielle Video fast drei Millionen Mal angeklickt. Am 21. Juni erschien das Lied als Single und stieg in die deutschen Charts ein.
Im August 2014 erschien mit Add the Blonde ihr erstes Album. Die Produzenten des Albums sind Joakim Buddee, Martin Eriksson und Ant Whiting. Der Longplayer enthält 14 Tracks, darunter die Singles Wasted, Start a Fire, den offiziellen Song der 2014er Volley-Weltmeisterschaft der Männer, und Heartbeat. Add the Blonde wurde in Polen mit Platin ausgezeichnet.
Bei den renommierten MTV Europe Music Awards 2015 wurde sie als Best Polish Artist ausgezeichnet.
Am 5. März 2016 nahm sie an der Sendung Krajowe Eliminacje 2016, dem polnischen Vorentscheid zum Eurovision Song Contest 2016 mit dem Lied Cool Me Down teil. Sie belegte hinter Michał Szpak und vor Edyta Górniak mit 24,72 % aller abgegebenen Stimmen den zweiten Platz.
Am 28. November 2017 wurde ihre Teilnahme am schwedischen ESC-Vorentscheid Melodifestivalen 2018 mit dem Lied In My Cabana bekanntgegeben. Sie erreichte das Finale und belegte am Ende unter 28 Teilnehmern Platz 7. Sie nahm auch am Melodifestivalen 2019 teil, schied diesmal jedoch mit dem Lied Tempo bereits im Halbfinale aus.

## Diskografie

### Alben
| Jahr | Titel              | Höchstplatzierung, Gesamtwochen, AuszeichnungChartsChartplatzierungen (Jahr, Titel, Platzierungen, Wochen, Auszeichnungen, Anmerkungen) | Anmerkungen                                                              |
| Jahr | Titel              | PL | Anmerkungen                                                              |
| ---- | ------------------ | --- | ------------------------------------------------------------------------ |
| 2014 | Add the Blonde     | PL8 Platin · (11 Wo.)PL | Erstveröffentlichung: 26. August 2014 Verkäufe: + 30.000                 |
| 2015 | Just the Two of Us | PL28 Platin · (6 Wo.)PL | Erstveröffentlichung: 6. November 2015 Verkäufe: + 30.000; mit Matt Dusk |
| 2017 | Monkey Business    | PL8 (7 Wo.)PL | Erstveröffentlichung: 2. Juni 2017                                       |
| 2019 | Gaja Hornby        | PL13 (1 Wo.)PL | Erstveröffentlichung: 17. Mai 2019                                       |
| 2021 | Maggie Vision      | PL5 (1 Wo.)PL | Erstveröffentlichung: 12. Februar 2021                                   |
| 2024 | Siniaki i cekiny   | PL47 Gold · (1 Wo.)PL | Erstveröffentlichung: 26. April 2024 Verkäufe: + 15.000                  |

### EPs
| Jahr | Titel      | Höchstplatzierung, Gesamtwochen, AuszeichnungChartsChartplatzierungen (Jahr, Titel, Platzierungen, Wochen, Auszeichnungen, Anmerkungen) | Anmerkungen                         |
| Jahr | Titel      | PL | Anmerkungen                         |
| ---- | ---------- | --- | ----------------------------------- |
| 2013 | All I Need | PL50 (1 Wo.)PL | Erstveröffentlichung: 30. Juli 2013 |

Weitere EPs
- 2021: Gelato

### Singles
| Jahr | Titel Album                                     | Höchstplatzierung, Gesamtwochen, AuszeichnungChartplatzierungen (Jahr, Titel, Album, Platzierungen, Wochen, Auszeichnungen, Anmerkungen) | Höchstplatzierung, Gesamtwochen, AuszeichnungChartplatzierungen (Jahr, Titel, Album, Platzierungen, Wochen, Auszeichnungen, Anmerkungen) | Höchstplatzierung, Gesamtwochen, AuszeichnungChartplatzierungen (Jahr, Titel, Album, Platzierungen, Wochen, Auszeichnungen, Anmerkungen) | Höchstplatzierung, Gesamtwochen, AuszeichnungChartplatzierungen (Jahr, Titel, Album, Platzierungen, Wochen, Auszeichnungen, Anmerkungen) | Anmerkungen |
| Jahr | Titel Album                                     | PL | DE | AT | SE | Anmerkungen |
| --- | ----------------------------------------------- | --- | --- | --- | --- | --- |
| 2013 | Thank You Very Much All I Need / Add the Blonde | — | DE41 (9 Wo.)DE | AT38 (4 Wo.)AT | — | Erstveröffentlichung: 21. Februar 2013                                                                          |
| 2013 | Tell Me How Are Ya All I Need / Add the Blonde  | — | — | — | — | Erstveröffentlichung: 9. Juli 2013                                                                              |
| 2014 | Wasted Add the Blonde                           | PL6 (20 Wo.)PL | — | — | — | Erstveröffentlichung: 15. Januar 2014                                                                           |
| 2014 | Start a Fire All I Need / Add the Blonde        | PL10 (3 Wo.)PL | — | — | — | Erstveröffentlichung: 21. August 2014                                                                           |
| 2015 | Heartbeat Add the Blonde                        | PL11 (6 Wo.)PL | — | — | — | Erstveröffentlichung: 23. Februar 2015                                                                          |
| 2015 | Just the Two of Us                              | — | — | — | — | Erstveröffentlichung: 23. Oktober 2015 mit Matt Dusk                                                            |
| 2015 | Deed I Do Just the Two of Us                    | — | — | — | — | Erstveröffentlichung: 23. Oktober 2015 mit Matt Dusk                                                            |
| 2015 | Coraz bliżej święta –                           | PL29 a (28 Wo.)PL | — | — | — | feat. The Voice of Poland 2015 Finalists                                                                        |
| 2016 | Cool Me Down Add the Blonde                     | PL4 ×2Doppelplatin · (19 Wo.)PL | — | — | SE36 Gold · (18 Wo.)SE | Erstveröffentlichung: 19. Februar 2016 Verkäufe: + 60.000                                                       |
| 2016 | Elephant Add the Blonde                         | PL21 (6 Wo.)PL | — | — | — | Erstveröffentlichung: 27. August 2016                                                                           |
| 2017 | Blue Vibes Monkey Business                      | — | — | — | — | Erstveröffentlichung: 17. März 2017                                                                             |
| 2017 | What You Do Monkey Business                     | PL14 (20 Wo.)PL | — | — | — | Erstveröffentlichung: 12. Mai 2017                                                                              |
| 2017 | Byle jak Monkey Business                        | PL8 (26 Wo.)PL | — | — | — | Erstveröffentlichung: 21. Dezember 2017                                                                         |
| 2018 | In My Cabana –                                  | PL3 (44 Wo.)PL | — | — | SE8 (14 Wo.)SE | Erstveröffentlichung: 10. Februar 2018 siebter Platz beim Melodifestivalen 2018                                 |
| 2019 | Tempo –                                         | PL7 (23 Wo.)PL | — | — | SE43 (6 Wo.)SE | Erstveröffentlichung: 9. Februar 2019 Melodifestivalen 2019                                                     |
| 2021 | Tak Na Oko Gelato                               | PL18 Platin · (9 Wo.)PL | — | — | — | Erstveröffentlichung: 25. Juni 2021                                                                             |
| 2022 | Niespokojne morze Siniaki i cekiny              | PL28 Platin · (11 Wo.)PL | — | — | — | Erstveröffentlichung: 11. August 2022 mit Kacezet                                                               |
| 2023 | Deszcz Club 2020                                | PL29 (2 Wo.)PL | — | — | — | Erstveröffentlichung: 1. März 2023 mit Otsochodzi, Taco Hemingway, Schafter, CatchUp, Dwa Sławy & Gruby Mielzky |
| 2023 | Tańcz głupia Siniaki i cekiny                   | PL21 ×2Doppelplatin · (17 Wo.)PL | — | — | — | Erstveröffentlichung: 26. Mai 2023                                                                              |
| Folgende Lieder erschienen nicht als Single, wurden aber durch das Album zum Download und Streaming bereitgestellt und konnten somit eine Platzierung erlangen: |                                                 | | | | | |
| |                                                 | | | | | |
| 2023 | Vertigo Club 2020                               | PL35 (1 Wo.)PL | — | — | — | mit Otsochodzi, Taco Hemingway, Schafter, CatchUp, Dwa Sławy & Gruby Mielzky                                    |
| 2023 | Late Night Show Club 2020                       | PL37 (1 Wo.)PL | — | — | — | mit Otsochodzi, Taco Hemingway, Schafter, CatchUp, Dwa Sławy & Gruby Mielzky                                    |
| 2023 | Candy flip Club 2020                            | PL68 (1 Wo.)PL | — | — | — | mit Otsochodzi, Taco Hemingway, Schafter, CatchUp, Dwa Sławy & Gruby Mielzky                                    |

Weitere Singles
- 2011: Moments (Małgorzata Jamroży & Otar Saralidze)
- 2012: It Will Be Lovely Day (Małgorzata Jamroży & Paweł Lucewicz)
- 2012: Spell of Rain (Małgorzata Jamroży & Paweł Lucewicz)
- 2020: Roadster (feat. Kizo, PL: Gold)
- 2020: Reksiu (feat. Otsoschodzi, PL: Gold)
- 2023: Bynajmniej (PL: Gold)
- 2024: Miłego lata (PL: Gold)